# Grégoire Akindynos
 (juin 2025).
Grégoire Akindynos (né vers 1300 à Prilep et mort en 1348) fut un théologien byzantin célèbre pour son implication dans la querelle hésychaste du XIVe siècle. D'origine modeste, il parvient à suivre une éducation auprès des grands intellectuels de l'Empire byzantin, jusqu'à devenir proche de Barlaam de Calabre et de Grégoire Palamas. Il prend le parti de ce dernier lors de la controverse qui oppose les deux théologiens, avant de finalement s'opposer à lui, et se retrouve mêlé à la guerre civile qui éclate en 1341. L'usurpateur Jean Cantacuzène et ses partisans, ayant pris le pouvoir, chassent Grégoire Akindynos qui meurt en exil peu après le concile de 1347. Malgré sa disgrâce et la damnatio memoriae imposée par ses opposants, Grégoire Akindynos est aujourd'hui reconnu comme l'un des plus grands théologiens orthodoxes de la fin de l'Empire byzantin, et son œuvre abondante fait encore l'objet d'études et de traductions.[non neutre]

## Biographie
Beaucoup d'informations sur la vie de Grégoire Akindynos sont sujettes à controverses. En effet, la fiabilité des écrits laissés par ses opposants étant remise en cause, les historiens n'ont que peu de sources pour retracer la vie du personnage.[non neutre] Les renseignements les plus complets et à jour sur la vie du théologien, hors ouvrages de langue grecque, se trouvent dans les introductions des ouvrages d'Angela Constantinides Hero et de Juan Nadal Cañellas.

### Jeunesse et éducation
Sa date de naissance est inconnue, mais serait située autour de l'an 1300. Originaire de Prilep, Grégoire était issu d'une famille de paysans, probablement byzantins, mais présentée comme bulgare par ses adversaires. Il commence une éducation littéraire à Pélagonie, qu'il poursuit à Thessalonique où il se fait remarquer pour ses qualités intellectuelles. Il y est formé par le philologue Thomas Magistros, l'archidiacre Bryennios, ainsi que par un autre maître au nom oublié. Après avoir brillamment terminé ses études, il devient précepteur auprès de familles nobles de la région de Véria, où il rencontre Grégoire Palamas dans les années 1326-1331.

### Ascension
Ce dernier lui offrit un traité d'astronomie, et l'invita à le rejoindre dans un monastère du Mont Athos pour fuir l'insécurité de la région. Grégoire fut cependant refusé par les moines du Mont Athos pour des raisons incertaines. Il est même probable qu'il ait lui-même décider de ne pas y rester. De retour à Thessalonique il est remarqué par Grégoras, un érudit influent proche de l'empereur, et rencontre Barlaam de Calabre avec qui il se rapproche intellectuellement. Dès l'année 1336 il reçoit des lettres de Palamas – avec qui il semble être resté proche – qui dénoncent certaines positions de Baarlam, annonçant ainsi les prémices de la querelle qui allait opposer les deux théologiens. Dans ces premiers débats, Akindynos se pose en médiateur et tente d'éviter le conflit.

### Querelles théologiques et guerre civile
Il quitte Thessalonique pour Constantinople, puis se rapproche du pouvoir impérial et du patriarcat. Il continue de mener une vie de pauvreté et de prière en habitant une « cellule hésychaste ». On sait également qu'il eut plusieurs disciples, les plus importants étant Niphon et Ménas. C'est aussi à cette période qu'il se rapprocha de la princesse-religieuse Irène-Eulogie Choumnaia, devenant même son père spirituel et son protégé. Les attaques de Baarlam contre Palamas et l'hésychasme reprenant de plus belle, Akindynos prend de plus en plus d'importance, et s'impose en conseiller et intermédiaire. Malgré quelques désaccords, il finit par se ranger du côté de son compatriote, Palamas, et défend l'hésychasme au synode de 1341, lorsque survient la mort de l'empereur Andronic III. Baarlam ayant perdu ses soutiens, Palamas décida de s'affranchir de l'autorité d'Akindynos[non neutre], qui entra bientôt en conflit avec lui. La tension atteint son paroxysme lors du second synode de la même année. La camp de Palamas alla jusqu'à réclamer la mort d'Akindynos, qui échappa de peu à l'assassinat. En parallèle, les intrigues de palais se poursuive à Byzance. Il s'ensuit une guerre civile de cinq ans entre la régente Anne de Savoie, soutenue par le patriarche, et Jean Cantacuzène. Le patriarche Kalékas, hostile à Palamas, excommunia ce dernier et décida de prendre Akindynos sous son aile, envisageant même de le nommer évêque. Sentant le vent tourner, la régente décida de prendre ses distances avec le patriarche Kalékas, et convoqua un synode pour le déposer et excommunier Akindynos. Quand Jean Cantacuzène fit son entrée victorieuse à Constantinople en 1347, il confirma cette décision.

### Exil et fin de vie
Les troubles politiques et la victoire de Jean Cantacuzène entraînèrent l'exil de Grégoire Akindynos. Le nouvel empereur, qui avait pris le parti de Palamas, fit renouveler la hiérarchie ecclésiastique de l'Empire, puis nomma Palamas archevêque de Thessalonique, poste qu'il ne put occuper qu'en 1350 lorsque les habitants furent forcés de lui ouvrir leurs portes. Akindynos quant à lui mourut avant mai 1348, quelques mois après avoir quitté Constantinople et rédigé son testament spirituel. Ses opposants ayant pris le pouvoir, ils poursuivirent leur campagne de dénigrement sans que le parti d'Akindynos ne puisse se défendre.

## Rôle dans la querelle hésychaste
La querelle hésychaste (ou controverse palamite) constitue une part importante de l'histoire politique et religieuse de l'Empire byzantin. Dès 1336 le débat oppose Baarlam de Calabre à Grégoire Palamas. La querelle prend de l'ampleur lors du synode de 1341, lorsque Baarlam condamne l'hésychasme, qui est défendu par Palamas et les moines orthodoxes. De 1341 à 1347, une virulente confrontation oppose donc Palamas à Baarlam et Akindynos, qui après avoir soutenu son ami et tenté de réconcilier les deux hommes, se dressa contre Palamas qui l'avait désavoué. Cette querelle se soldera par la victoire de Palamas lorsque son allié politique Jean Cantacuzène prendra le pouvoir.
Le rôle de Grégoire Akindynos dans la querelle hésychaste est connu principalement grâce à son abondante correspondance avec les grandes figures religieuses de son époque. Ses traités théologiques nous informent aussi sur la doctrine prônée par Akindynos.

### Médiation
Barlaam de Calabre était un moine orthodoxe ayant quitté la Calabre pour la Grèce entre 1325 et 1330, vers l'âge de trente-cinq ans. Après être devenu maître de son école, il fut rapidement remarqué pour l'étendue et la qualité de ses connaissances, et réussit à s'attirer les faveurs du pouvoir et à acquérir beaucoup d'influence dans la capitale. Grégoire Palamas quant à lui est issu d'une famille de fonctionnaires. Il suivit une éducation élémentaire et choisit de devenir moine à l'âge de dix-neuf ans. Après avoir parfait son éducation religieuse au Mont Athos, il décida de vivre en ermite dans la région de Véria où il rencontra Grégoire Akindynos. Une grande amitié est née entre les deux hommes, malgré quelques différents théologiques. En effet, Akindynos était un grand érudit qui embrassait toute forme de connaissance, alors que Palamas ne reconnaissait que l'importance des écrits religieux et se méfiait de « […] la vaine supercherie de la philosophie du dehors ».[non neutre]
Alors que Baarlam était devenu très influent à Constantinople, ayant même représenté l'Église orthodoxe face aux légats du pape Jean XXII, Palamas et plusieurs intellectuels byzantins commencèrent à dénigrer le « latin ». Il semble que Palamas ait reçu les œuvres de Baarlam de manière incomplète, ce qui entraîna une série de reproches qui n'avaient pas lieu d'être et que Grégoire Akindynos tenta de désamorcer.[non neutre] Dans un premier temps, Akindynos se posa en médiateur, encourageant Baarlam et Palamas à la modération, l'objectivité, et à la charité chrétienne.
La querelle semblant inévitable, Akindynos entreprît la rédaction de plusieurs traités théologiques, malgré son désir de s'adonner à la seule contemplation de la vie monastique. Il semble toutefois que la rédaction de ces traités ait été encouragée par le patriarche, Akindynos ne voulant pas s'imposer en tant que théologien et cherchant à tout prix à éviter le conflit. Le rôle pacificateur de Grégoire fut d'ailleurs salué par la princesse-religieuse Irène-Eulogie Choumnaia.

### Contre Baarlam
Après avoir enquêté sur l'hésychasme, une technique de méditation mystique visant à observer Dieu par la prière en se penchant sur son nombril[non neutre], Baarlam écrivit un traité appelé « Omfalopsichi », « ceux qui ont l'âme dans le nombril », qui s'en prenait moines hésychastes. Face aux réponses de Palamas, qui affirmait qu'il était possible de vraiment voir Dieu, Baarlam fut si scandalisé qu'il l'accusa d'hérésie. Lorsqu'il vit la situation s'envenimer et son ami être convoqué par le patriarche, Akindynos décida d'intervenir en faveur de Palamas. À travers plusieurs lettres adressées au patriarcat, à son ami Dishypatos, et à Baarlam, il défend Palamas et les moines hésychastes. Cependant, Akindynos reprochait à Palamas son rapprochement avec un cercle de moines qui interprétait les textes bibliques et patristiques par le prisme d'auteurs ascétiques et mystiques. Après lui avoir fait promettre de corriger ses traités théologiques, Akindynos offrit à Palamas son soutien absolu devant le synode de 1341. Mais ne voulant pas aggraver la situation et perturber les affaires impériales, l'empereur Andronic III demanda l'arrêt des discussions dogmatiques, ce qui eut pour conséquence d'invalider les accusations de Baarlam, qui décida de quitter Constantinople pour Avignon, où après s'être converti au catholicisme il fut nommé évêque du diocèse de Gérace en 1342.

### Contre Palamas
Grégoire Akindynos, conscient de son rôle dans la chute de son ami Baarlam, semble s'être tenu à l'écart du synode par remords. À la suite de la victoire de Palamas, Akindynos lui demanda de tenir sa promesse et de corriger ses traités théologiques. 
La querelle entre Akindynos et Palamas se poursuivit dans un contexte d'instabilité politique. Palamas étant devenu particulièrement virulent dans la défense de ses dogmes, le patriarche Kalékas chargea Akindynos de réfuter les traités de ce dernier. Étant pacifique et bienveillant, c'est avec beaucoup de réticence et d'humilité que Grégoire Akindynos entreprit ce travail. En même temps, Palamas décida de soutenir son ami Jean Cantacuzène qui s'était soulevé contre la régente Anne de Savoie, ce qui lui valut une peine d'emprisonnement à Constantinople, où il put cependant continuer à diffuser ses idées. Pendant les cinq années de guerre civile, Palamas ne cessa de défendre ses dogmes en s'attaquant aux autorités civiles et ecclésiastiques, mais surtout à Akindynos, sans toutefois parvenir à faire triompher ses idées. À la suite de la victoire militaire de Jean Cantacuzène, Akindynos quitta Constantinople pour s'adonner à la prière contemplative, mais mourut peu après.

### Positionnement théologique
D'un point de vue théologique, Grégoire Akindynos s'est positionné contre les nouveaux dogmes défendus par Palamas, 

Il faut également rappeler que Grégoire Akindynos ne conteste pas l'hésychasme. Au contraire, il cherche lui-même la contemplation hésychaste dans l'isolement, contrairement à Palamas qui pratique une vie de prière hésychaste plus ouverte sur le monde séculier.

## Œuvre

### Manuscrits et transmission
Les traités et les lettres de Grégoire Akindynos ont été principalement conservés dans deux manuscrits. Le Monacensus graecus 223 contient essentiellement les œuvres d'Akindynos (traités et dix-sept lettres), copiées sur parchemin. Les textes d'Akindynos ont été copiés par deux scribes au XIVe siècle, pendant ou peu après la querelle hésychaste. Le manuscrit, écrit en grec, contient plusieurs erreurs et espaces vides laissés par les scribes, ainsi que quelques corrections et rajouts faits par des anti-palamites.
Le second manuscrit, le Marcianus graecus 155, est constitué de cinq manuscrits papier assemblés, dont deux sont des œuvres d'Akindynos. Il contient cinquante-et-une lettres, ainsi que des traités. Le filigrane du papier italien de ces œuvres permet d'établir sa date d'origine à environ 1346, ce qui confirme la production du manuscrit au XIVe siècle.
Il existe également d'autres manuscrits qui contiennent seulement quelques lettres de Grégoire Akindynos. On peut citer le Scorialensis graecus (XIVe), le Ambrosianus graecus 290 (XVe), le Vaticanus graecus 1086 (XIVe), et le Vaticanus graecus 1122 (XVe).
L'héritage de la pensée de Grégoire Akindynos fut donc relativement limité par le nombre de manuscrits conservés. En effet, outre quelques exceptions ne contenant qu'une poignée de lettres, seulement deux manuscrits ont assuré la transmission des œuvres d'Akindynos jusqu'à nos jours. Grégoire Akindynos nous a toutefois laissé une œuvre abondante, traitant principalement de questions théologiques, s'appuyant sur des textes religieux mais aussi profanes.

### Les quatre traités majeurs:Grande réfutation du dialogue de Palamas
Parmi les grandes œuvres de Grégoire Akindynos on peut nommer la Grande réfutation du dialogue de Palamas qui est composée de quatre traités majeurs. Cette œuvre fut rédigée à la demande du patriarche Kalékas entre septembre et Noël 1342, pour répondre aux attaques de Palamas et à ses hérésies.[non neutre] Aussi appelée Antirrhétique, cette œuvre reflète l'orthodoxie prônée par Akindynos et la hiérarchie ecclésiastique de Constantinople. Le premier traité aborde essentiellement la question de l'unicité de Dieu. Akindynos écrit ici contre les idées novatrices de Palamas et s'appuie sur l'autorité des Pères chrétiens. Le second traité est directement tourné contre Palamas. Akindynos met en avant ses hérésies qui s'apparentent selon lui à du polythéisme. Dans le troisième traité, Akindynos accuse Palamas d'être un messalien, et tente de démontrer pourquoi il est impossible d'observer directement Dieu, même dans la prière hésychaste. Ces idées sont poursuivies dans le quatrième traité, dans lequel Akindynos défend fermement l'orthodoxie, en s'appuyant encore sur les Pères chrétiens.[non neutre]

### Les traités mineurs
En plus de la Grande réfutation, Grégoire Akindynos nous a laissé plusieurs traités. Parmi eux on retrouve la Petite réfutation (elle aussi orientée contre Palamas), le Testament spirituel ou Adieux de Grégoire Akindynos, l'Éloge d'Athanase, des poèmes iambiques, ainsi que divers textes abordant entre autres sa profession de foi. Beaucoup de ces textes n'ont pas encore été publiés, et ne sont disponibles que dans les manuscrits cités plus haut.

### Les lettres
Outre les traités théologiques, Grégoire Akindynos nous a aussi transmis soixante-seize lettres. Cette abondante correspondance nous éclaire sur les faits historiques, mais aussi sur la pensée et le dogme du théologien. Les lettres d'Akindynos nous permettent également de comprendre ses relations avec Grégoras, Baarlam, le patriarche Kalékas, la princesse-religieuse Irène-Eulogie Choumnaia, et bien évidemment Palamas.